# Wairio
Wairio est une localité de la région du Southland située dans l’Île du Sud de la Nouvelle-Zélande.

## Population
La population était de 942 habitants lors du recensement de 2013 en Nouvelle-Zélande. 
Elle était en augmentation de 33 personnes depuis celui de 2006 .